# Monamphiura
Monamphiura är ett släkte av ormstjärnor. Monamphiura ingår i familjen trådormstjärnor.
Kladogram enligt Catalogue of Life:
| Monamphiura | \| \| Monamphiura calbuca \| \| \| \| \| \| Monamphiura microplax \| \| \| \| |
|             | \| \| Monamphiura calbuca \| \| \| \| \| \| Monamphiura microplax \| \| \| \| |
|             | Monamphiura calbuca                                                           |
|             |                                                                               |
|             | Monamphiura microplax                                                         |
|             |                                                                               |